# Голые новости
«Го́лые но́вости» — канадская новостная и развлекательная программа, которая позиционирует себя под девизом «нам нечего скрывать». Программа транслируется через интернет по подписке. В ней идёт показ реальных новостей, выпуск выходит ежедневно. Время передачи около 25 минут. Во время передачи ведущие постепенно раздеваются или стоят полностью голые. Создатели передачи хотели привлечь аудиторию обоих полов, но женщины не проявили большого интереса к мужской версии передачи, и её закрыли 31 октября 2007 года.

## История
Фернандо Перейра и Кирби Стасина запустили «Голые новости» в июне 2000 года как веб-сервис, где женщины-ведущие обнажались перед камерой, но при этом читали обычные новости.
Всё началось только с одной ведущей — Виктории Синклэйр (она всё ещё ведёт программу), в настоящее время в программе восемь женщин ведущих плюс приглашённый гость (в качестве ведущего). Веб-сайт стал очень популярным, в пик популярности его посещало до 6 миллионов человек в день. Эта популярность обусловливалась бесплатным просмотром, а сайт зарабатывал на рекламе. Но в 2002 году, после крушения интернет-рекламы, только один сегмент новостей был бесплатным для просмотра, а в 2004 на веб-сайте перестал работать бесплатный просмотр. Начиная с 2005 года версия «Голых новостей» стала доступна не для подписчиков, но без наготы. В июне 2008 года два сегмента новостей транслировались бесплатно. Однако это закончилось в декабре 2009. Британское телевидение Sumo TV кратко показало эпизоды «Голых новостей», в то время как Playboy One в Великобритании в настоящее время транслирует программу по будням в 21:30 по местному времени.
В 2001 году Стилиян Иванов на одном частном телевизионном болгарском канале МСАТ запускает проект «Голые новости», получивший мировую известность и положительные комментарии в СМИ в целом мире (за исключением некоторых турецких газет). Вопреки большому рейтингу и известности, показ передачи остановлен Государственным регулирующим органом по телевидению Болгарии.
Мужская версия была создана в 2001 году, чтобы быть параллельной женской версии, но производство было прекращено, поскольку эта версия не стала обладать такой же популярностью, как женская (30 % аудитории веб-сайта).
В январе 2006 года «Голые новости — Япония» начали совместную работу с владельцами «Голых новостей» eGalaxy и Sunrise Corp, продавцом товаров и услуг по Интернету. Из-за японских радиовещательных законов ведущие в настоящее время раздеваются только до нижнего белья, хотя производители сказали, что они надеются пойти дальше в будущем.
В январе 2008 года eGalaxy объявил о другом расширении и создании «Голые новости — Испания» (первый выпуск в ноябре), а также «Голые новости — Италия» (дебют состоялся в марте).

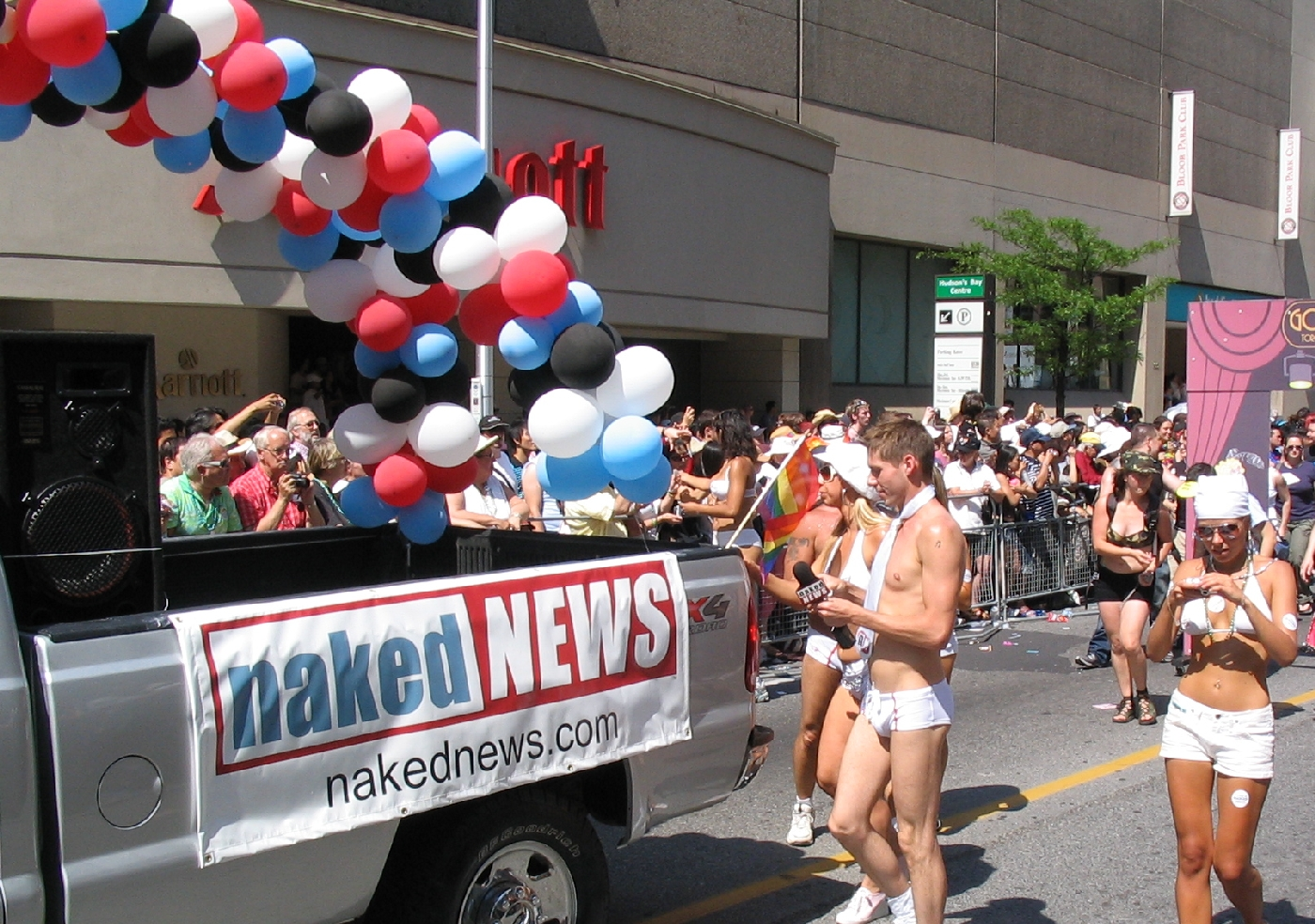
Парад «Голые новости», Торонто, 2007

## Ведущие
Большинство ведущих нашли по объявлению в газетах. Так как основная передача записывается в Торонто, девушки в основном из этого города. Для выпусков в других странах девушек также приглашают по объявлениям. Но теперь делают кастинги из-за большого числа желающих. Некоторые передачи на улице ведущие ведут топлес (в Канаде, по закону, женщины и мужчины могут ходить топлес в общественном месте).
С момента основания в 2000 году ведущие часто менялись. Многие из них «засветились» после этого на телеканале (CBS в таких шоу, как «Воскресное утро», The Today Show, The View, Sally Jessy Raphaël, у них брали интервью передачи Entertainment Tonight and ET Insider).

## Аналогичные программы
Программа The Flesh выходила на Playboy TV, успех Голых Новостей породил большое количество похожих передач. Французский кабельный канал «Комеди» создали свою версию в 2006 году. В России на канале М1 выходила программа «Голая правда».

## Пародии
2005 эпизод сатирическом шоу Eating Media Lunch Новая Зеландия, сделали пародию ведущего Голых Новостей и называли «Fuck Новости».